# Someday My Prince Will Come
Albums de Miles Davis
Sketches of Spain
(1960) Quiet Nights
(1963)
Someday My Prince Will Come est un album de jazz de Miles Davis enregistré en mars 1961 et sorti le 11 décembre de la même année.

## Historique
Alors que la couverture fait mention du Miles Davis Sextet, seule la première piste réunit six interprètes, avec John Coltrane se joignant au quintet de Miles Davis d'alors. Coltrane, qui n'avait jamais joué le morceau auparavant, y créa l'un de ses plus célèbres solos, qui sera plus tard en partie repris par Chick Corea[réf. nécessaire]. C'est la dernière fois que Davis a enregistré avec Coltrane et Philly Joe Jones.
C'est après avoir entendu la version de Bill Evans de Someday My Prince Will Come, que Miles décide de mettre à son propre répertoire cet air qui, a priori, ne semblait pas correspondre à son style[pourquoi ?].
La femme sur la pochette de l'album est Frances Taylor, l'épouse de Miles, à laquelle Miles dédie un morceau (Pfrancing).
Teo est dédiée au producteur Teo Macero et Drad-Dog à Goddard Lieberson, président de Columbia.

## Titres
| No | Titre                                           | Musique                           | Durée |
| -- | ----------------------------------------------- | --------------------------------- | ----- |
| 1. | Someday My Prince Will Come                     | Frank Churchill, Larry Morey      | 9:02  |
| 2. | Old Folks                                       | Dedette Lee Hill, Willard Robison | 5:14  |
| 3. | Pfrancing                                       | Miles Davis                       | 8:30  |
| 4. | Drad-Dog                                        | Miles Davis                       | 4:49  |
| 5. | Teo                                             | Miles Davis                       | 9:33  |
| 6. | I Thought About You                             | Johnny Mercer, Jimmy Van Heusen   | 4:52  |
| 7. | Blues no 2 (Piste bonus)                        | Miles Davis                       | 7:09  |
| 8. | Someday My Prince Will Come (Prise alternative) | Frank Churchill, Larry Morey      | 5:34  |

## Musiciens
- Trompette : Miles Davis
- Saxophone ténor : Hank Mobley (sur toutes les pistes sauf la 5), John Coltrane (sur les pistes 1 et 5)
- Piano : Wynton Kelly
- Contrebasse : Paul Chambers
- Batterie : Philly Joe Jones (seulement sur Blues no 2), Jimmy Cobb (sur toutes les autres pistes)